# چیلیکافی (آیووا)
چیلیکافی (به انگلیسی: Chillicothe) (‎/ˌtʃɪlɪˈkɒθi/‎ CHIL-i-KOTH-ee) شهری در ایالت آیووا کشور ایالات متحده آمریکا است که جمعیت آن در سرشماری سال ۲۰۱۰ میلادی، ۹۷ نفر بوده‌است.

## تاریخچه
شهر چیلیکافی در ۱۹۸۴ پی‌ریزی شد و در سال ۱۸۸۱ یکپارچه شد.
واژه‌ی چیلیکافی از زبان سرخپوستی شانی به معنای «مکان اصلی» وام گرفته شده است. 
آرامگاه جنگجوی نامدار امریکایی در جنگ‌های داخلی امریکا به نام کرتیس کینگ نیز در همین شهر چیلیکافی قرار دارد. 